# Bitwa pod Dandankanem
Bitwa pod Dandankanem (albo Dandanqanem) – bitwa stoczona 23 maja 1040/8 ramadan 431 roku pod miejscowością Dandankan w pobliżu Merwu pomiędzy wojskami Turków Seldżuckich i armią Ghaznawidów, zakończona druzgocącym zwycięstwem tych pierwszych.

## Konflikt Seldżuków z Ghaznawidami
Plemię Turków Seldżuckich, które pod koniec X wieku oddzieliło się od Oguzów, było zmuszone do ciągłego poszukiwania nowych pastwisk, wypierane przez swoich pobratymców i Karachanidów. W roku 1025 wkroczyło ono na terytorium sułtanatu Ghazny i poprosiło sułtana Mahmuda o przyjęcie ich na służbę. Sułtan początkowo zgodził się, jednak wkrótce pożałował tej decyzji, bowiem niezdyscyplinowani koczownicy napadali na osiadłych mieszkańców. W celu pacyfikacji Seldżuków Mahmud schwytał ich przywódcę, Arslana, i wysłał go do Indii, gdzie był on trzymany w twierdzy aż do śmierci. Czyn ten jednak wzbudził u Seldżuków tylko chęć zemsty, a wysyłane przeciwko nim ekspedycje wojskowe okazały się niezdolne do ich całkowitego rozbicia, co było zaskoczeniem nawet dla nich samych. Jak otwarcie pisali w swoich listach do sułtana, nadal próbując dojść z nim do porozumienia, Seldżucy nie mieli dokąd wrócić, stąd ich desperacka decyzja pozostania na terytorium Ghazny, największej militarnej potęgi regionu. W roku 1034, w wyniku próby zabicia szacha Chorezmu, następca Mahmuda, Masud, doprowadził do wojny z tym dotychczas lojalnym wasalem. Skonfliktował się on także z Karachanidami. Do otwartych działań wojennych wprawdzie nie doszło, bowiem władcę Chorezmu ostatecznie jednak zabito, a konflikt z Karachanidami w ostatniej chwili zażegnano, spowodowało to jednak, że w chwili decydującej rozprawy z Seldżukami Ghazna była osamotniona.
Tymczasem w roku 1035 dowodzeni przez braci Tughril Bega i Czaghri Bega Turcy przekroczyli Amu – Darię w liczbie około 10 tys. wojowników, co było właściwie wypowiedzeniem wojny. Masud skierował przeciwko nim armię, która początkowo odniosła sukces, jednak Seldżucy zaatakowali jej obóz i ostatecznie to oni cieszyli się zwycięstwem. Uznali to jednak za szczęśliwy przypadek i nadal obawiając się potęgi sułtanatu składali ofertę służby na rzecz Ghazny w zamian za pozwolenie koczowania na terytorium Chorasanu. Zgodę tę uzyskali, wkrótce jednak doszło do eskalacji ich żądań do oddania im na prawach ikta z immunitetem podatkowym pasma ziem leżących w północnym Chorasanie obejmującego Merw, Abiward i Sarachs, w zamian za co mieli służyć wszędzie tam, gdzie wyśle ich emir. Było to w istocie ultimatum i Masud nie mógł się na nie zgodzić, ponieważ oznaczałoby to właściwie zgodę na penetrowanie przez koczowników całego Chorasanu.
Do otwartego konfliktu doszło w roku 1038, kiedy Seldżucy splądrowali Niszapur, a jego rozstrzygnięcie przyniosła kampania roku 1040. Masud zdecydował się zaatakować Seldżuków, jednak jego armia nie była przygotowana do tego zadania. Emirat miał zły system zaopatrzenia wojsk, a dowództwo armii było w najwyższym stopniu nieudolne. Ponadto Masud wybrał na porę kampanii przednówek, tak że jego żołnierze próbujący doścignąċ Seldżuków na stepie cierpieli z powodu upału oraz braku paszy i wody. Tymczasem Turkmeni, krążąc nieustannie w zasięgu wzroku, nie dawali jego armii wytchnienia, porywając na postojach jej konie oraz podpalając trawę, kiedy wiatr pędził dym w stronę wroga. W dodatku udawało im się nakłoniċ do przejścia na swoją stronę niektórych Turków służących w ghaznawidzkiej armii. Ta zaś kierowała się do Merwu, gdzie miała nadzieję zaopatrzyċ się i odpocząć.

## Bitwa
Seldżucy zastąpili jej drogę na pustyni pod Dandankanem, niedaleko samego Merwu. Składanek szacuje liczbę wojsk Masuda na 15-17 tys. żołnierzy, którzy byli lepiej i ciężej uzbrojeni niż ich przeciwnicy, w dodatku prawdopodobnie o kilka tysięcy mniej liczni. Armia Masuda była jednak wycieńczona i zdemoralizowana, a autorytet jej wodza podupadł tak bardzo, że jego generałowie wręcz odmawiali wykonywania rozkazów bądź wykonywali je niedbale. W rezultacie w wyniku ataku Seldżuków wojska Ghaznawidów poszły w rozsypkę, a ich część wręcz zdradziła, przechodząc na stronę przeciwnika. Masud porzucił pole bitwy i uciekając rozstawnymi końmi zbiegł do stolicy.

## Skutki bitwy
Po bitwie mieszkańcy Merwu nie wpuścili resztek ghaznawidzkiej armii do miasta, ponieważ Masud zraził ich do siebie swoją polityką gospodarczą. Seldżucy stosunkowo łatwo znaleźli wspólny język z mieszkańcami Chorasanu i zajęli jego terytorium. Skompromitowany Masud został zamordowany przez spiskowców w roku 1041. Ghazna przetrwała jednak, w dużej mierze dlatego, że ciągle liczący się z jej potęgą Tughril Beg powstrzymał swoich współplemieńców od zaatakowania jej stolicy i skierował ich ekspansję gdzie indziej. Niemniej sułtanat został na zawsze odepchnięty od właściwego Iranu, pozostały zaś przy nim tylko ziemie obecnego środkowego i wschodniego Afganistanu oraz część północnych Indii. Seldżucy, otwarci na ciągle nowe grupy przyłączających się do nich Turkmenów, wkroczyli zaś na drogę terytorialnej ekspansji, którą zawdzięczali właściwej koczownikom niezwykłej sprawności bojowej.